# Međunarodna finansijska korporacija
Međunarodna finansijska korporacija (engl. International Finance Corporation, IFC) međunarodna finansijska institucija je koja nudi investicione, savetodavne i usluge upravljanja imovinom kako bi podstakla razvoj privatnog sektora u manje razvijenim zemljama. IFC je član Grupe Svetske banke sa sedištem u Vašingtonu u Sjedinjenim Državama.
Osnovana je 1956. godine, kao ogranak privatnog sektora Grupe Svetske banke, radi unapređenja ekonomskog razvoja ulaganjem u profitne i komercijalne projekte za umanjenje siromaštva i podsticanje razvoja. Cilj IFC-a je da stvori mogućnosti za ljude da izbegnu siromaštvo i postignu bolji životni standard mobilizacijom finansijskih resursa za privatna preduzeća, promovisanjem pristupačnih i konkurentnih tržišta, pružanjem podrške preduzećima i drugim subjektima iz privatnog sektora i stvaranjem radnih mesta i pružanjem potrebnih usluga onima koji su pogođeni siromaštvom ili na drugi način ranjivi.
Od 2009. godine, IFC se usredsredio na niz razvojnih ciljeva na koje se očekuje da će njegovi projekti imati u fokusu. Njeni ciljevi su povećanje održivih poljoprivrednih mogućnosti, poboljšanje zdravstvene zaštite i obrazovanja, povećanje pristupa finansiranju mikrofinansiranja i poslovnih klijenata, unapređenje infrastrukture, pomoć malim preduzećima u rastu prihoda i ulaganje u klimatsko zdravlje.
IFC je u vlasništvu i njime upravljaju zemlje članice, ali ima svoje izvršno rukovodstvo i osoblje koje obavlja njegovo normalno poslovanje. To je korporacija čiji su deoničari vlade članice koje obezbeđuju uplaćeni kapital i imaju pravo glasa o njenim pitanjima. Prvobitno je bio finansijski integrisaniji sa Grupom Svetske banke, ali kasnije je IFC uspostavljen odvojeno i na kraju je dobio ovlašćenje da deluje kao finansijski autonomni entitet i donosi nezavisne investicione odluke.
Organizacija nudi niz usluga finansiranja duga i kapitala i pomaže kompanijama da se suoče sa rizikom, uzdržavajući se od učešća u upravljačkom svojstvu. Korporacija takođe nudi savete kompanijama o donošenju odluka, proceni njihovog uticaja na životnu sredinu i društvo, i odgovornom ophođenju. Ona savetuje vlade o izgradnji infrastrukture i partnerstava radi dalje podrške razvoju privatnog sektora.
Korporaciju svake godine procenjuje nezavisni procenjivač. Izveštaj o proceni 2011. godine prepoznao je da su njene investicije dobro poslovale i smanjile siromaštvo, ali je preporučio korporaciji da eksplicitnije definiše siromaštvo i očekivane ishode kako bi bolje razumela njegovu efikasnost i strateški pristupila smanjenju siromaštva. Ukupna ulaganja korporacije u 2011. iznosila su 18,66 milijardi dolara. U 2011. je IFC posvetio 820 miliona dolara za savetodavne usluge za 642 projekta i držao likvidnu imovinu u vrednosti od 24,5 milijardi dolara. IFC je u dobrom finansijskom položaju i dobio je najviše ocene od dve nezavisne agencije za kreditni rejting u 2018. godini.
IFC je često pod kritikama nevladinih organizacija da nije u mogućnosti da prati svoj novac zbog upotrebe finansijskih posrednika. Na primer, izveštaj Oksfam Internašonala i drugih nevladinih organizacija iz 2015. godine, „Patnja drugih”, ustanovi je da IFC nije sprovodio dovoljno dubinske analize i upravljanja rizikom u mnogim od svojih ulaganja u nezavisne zajmodavce.
Ostale kritike fokusiraju se na prekomerni rad IFC-a sa velikim kompanijama ili bogatim pojedincima koji već mogu da finansiraju svoje investicije bez pomoći javnih institucija poput IFC-a, i takva ulaganja nemaju adekvatan pozitivan razvojni uticaj. Jedan primer koji nevladine organizacije i kritični novinari često navode je da je IFC saudijskom princu omogućio finansiranje hotela sa pet zvezdica u Gani.

## Istorija
Svetsku banku i Međunarodni monetarni fond dizajnirali su delegati na konferenciji u Breton Vudsu 1944. godine. Svetska banka, koja se tada sastojala od samo Međunarodne banke za obnovu i razvoj, počela je sa radom 1946. Robert L. Garner pridružio se Svetskoj banci 1947 kao viši izvršni direktor i izrazio je svoje mišljenje da bi privatno poslovanje moglo igrati važnu ulogu u međunarodnom razvoju. Godine 1950, Garner i njegove kolege predložili su osnivanje nove institucije u svrhu privatnih investicija u manje razvijene zemlje koje opslužuje Svetska banka. Američka vlada je podstakla ideju međunarodne korporacije koja radi zajedno sa Svetskom bankom da investira u privatna preduzeća bez prihvatanja garancija od vlada, bez upravljanja tim preduzećima i saradnjom sa nezavisnim investitorima. Opisujući IFC 1955. godine, predsednik Svetske banke Judžin R. Blek rekao je da će IFC investirati samo u privatne firme, umesto da daje zajmove vladama, i da neće upravljati projektima u koje ulaže.
Koncept je ipak bio kontroverzan u SAD-u, gde su neki poslovni interesi bili neugodni zbog javnog vlasništva privatnih firmi. Ipak, 1956. godine Međunarodna finansijska korporacija je počela sa radom pod vođstvom Garnera. U početku je imala osoblje sa 12 članova i kapital od 100 miliona dolara (što je ekvivalentno 922 miliona dolara u 2018. godini). Korporacija je inauguralno investirala 1957. godine dajući 2 miliona dolara (ekvivalentno 18 miliona dolara u 2018. godini) zajma podružnici kompanije Simens & Halske sa sedištem u Brazilu (danas Siemens AG).
IFC je 2007. kupio 18% udela u indijskoj finansijskoj kompaniji Angel Broking. U decembru 2015. godine, IFC je podržao grčke banke sa 150 miliona evra kupujući akcije u četiri od njih: Alfa banci (60 miliona), Evrobanci (50 miliona), Pirejskoj banci (20 miliona) i Nacionalnoj banci Grčke (20 miliona).

## Uprava
IFC-om upravlja Odbor guvernera koji se sastaje godišnje i sastoji se od jednog guvernera po zemlji članici (najčešće ministra finansija ili sekretara trezora). Svaki član obično imenuje jednog guvernera i takođe jednog zamenika. Iako korporativna ovlašćenja pripadaju Odboru guvernera, guverneri delegiraju većinu svojih korporativnih ovlašćenja i svoja ovlašćenja nad dnevnim pitanjima kao što su pozajmljivanje i poslovanje, na Odbor direktora. Odbor direktora IFC-a sastoji se od 25 izvršnih direktora koji se redovno sastaju i rade u sedištu IFC-a, a njima predsedava predsednik Grupe Svetske banke. Izvršni direktori kolektivno predstavljaju sve 184 zemlje članice. Kada Odbor direktora IFC-a glasa o pitanjima koja su mu izneta, glas svakog izvršnog direktora ponderiše se prema ukupnom osnovnom kapitalu država članica koje predstavlja taj direktor.
Glavni izvršni direktor IFC-a nadgleda njegov sveukupni smer i dnevno poslovanje. Filip Le Houerou je izvršni direktor IFC-a. Od imenovanja predsednika Svetske banke Džima Jong Kima u martu 2016. godine, gospodin Le Houerou predvodio je novu strategiju organizacije za stvaranje tržišta u manje razvijenim zemljama i redefinisanje finansiranja razvoja promovisanjem inicijativa i reformi koje otključavaju milijarde dolara u dodatnom privatnom sektoru investicija.
Iako IFC koordinira svoje aktivnosti u mnogim oblastima sa drugim institucijama Grupe Svetske banke, on generalno deluje nezavisno, jer je zaseban entitet sa pravnom i finansijskom autonomijom, uspostavljen sopstvenim sporazumnim pravilima. Korporacija posluje sa osobljem od preko 3.400 zaposlenih, od kojih je polovina stacionirana u terenskim kancelarijama širom zemalja članica.

## Zelene zgrade u manje razvijenim zemljama
IFC je stvorio sistem sertifikacije za masovno tržište za brzo rastuća tržišta pod nazivom EDGE („izvrsnost u dizajnu za veću efikasnost”). IFC i Svetski savet za zelenu gradnju su se udružili da bi ubrzali rast zelene gradnje u manje razvijenim zemljama. Cilj je bio da se poveća izgradnja zelenih zgrada tokom sedmogodišnjeg perioda dok 20% tržišta nekretnina ne bude zasićeno. Do sertifikacije dolazi kada se ispuni standard EDGE, koji zahteva 20% manje energije, vode i materijala nego konvencionalni domovi.

## Spoljašnje veze
- Zvanični veb-sajt